# Осінні грози
«Осінні грози» — радянський двосерійний телефільм 1974 року, знятий режисером Віталієм Калашниковим на кіностудії «Молдова-фільм».

## Сюжет
За мотивами роману Лідії Міщенко «Полин — вдовина трава». З деяких пір не складається життя в родині Козми Жосана, голови колгоспу одного з молдовських сіл. У відповідь на байдужість дружини Домники полюбив Козма односельчанку Ольгу, яка відповідає йому взаємністю. Але щастя їхнє як полин гірке: скрізь їх переслідує важкий погляд Домники, в якому застигли тривога та біль.

## У ролях
- Всеволод Гаврилов — Козма Жосан, голова колгоспу
- Євгенія Уралова — Ольга Володимирівна, зоотехнік
- Антоніна Лефтій — Домника, дружина Козми Жосана
- Любов Добржанська — Земфіра
- Павло Махотін — Георгій Захарович Болокан
- Ірина Терещенко — Олена, лікар
- Олена Козелькова — Клавдія Федоровна Сухініна
- Домника Дарієнко — Панагія
- Аркадій Плачинда — бухгалтер
- В'ячеслав Цюпа — Вася, син Козми Жосана та Домники
- Борис Бистров — Спіридон, селькор
- Клавдія Козльонкова — Лукер'я
- Микола Смирнов — колгоспник
- Світлана Михалькова — Настік, дочка Георгія Болокана
- С. Михайлуце — епізод
- Васіле Зубку-Кодряну — епізод
- Євген Редюк — Думитру Карачобану
- Іліє Гуцу — епізод
- Іван Марін — епізод
- Юрій Дубровін — епізод
- Яніс Грантіньш — епізод
- Бухуті Закаріадзе — епізод
- Маріка Белан — епізод
- Євгенія Ботнару — мешканка села
- Олександр Брайман — епізод
- М. Гончар — епізод
- Людмила Колохіна — епізод
- С. Комаров — епізод
- П. Райнов — епізод
- Вероніка Савка — епізод
- Олена Санько — епізод
- І. Піддубний — епізод

## Знімальна група
- Режисер — Віталій Калашников
- Сценарист — Лідія Міщенко
- Оператор — Віталій Калашников
- Композитор — Олександр Чайковський
- Художник — Георге Димитріу